# Zindy Laursen
Zindy Laursen Johnson (født 23. juli 1971 i Svendborg) er en dansk-amerikansk sanger. Hun er bedst kendt som sanger i popgruppen Cut'N'Move fra 1993 til 1996, der var én af de første danske grupper til at blande hip hop- og dancemusikken. Efterfølgende lancerede hun en succesfuld solokarriere med albummet Zindy i 1998, og hittet "Round 'N' Round". I 2000 var hun sanger i husorkestret Zindy Kuku Boogaloo i TV-2-programmet Venner for livet. Til VM i håndbold 2015, sang Zindy den såkaldte "slagssang" "Heart of Handball". Hun spillede den til afslutningsceremonien, efter Norge havde vundet finalen over Holland 31-23.

## Liv og karriere
Zindy Laursen er født i Svendborg som datter af en dansk mor og en amerikansk far, der var soldat i Vietnam. De mødte hinanden i Sydney i Australien, hvor faren var på orlov. Moren rejste alene til Svendborg, hvor familien boede indtil Zindy var 12 år. Senere flyttede hun til Esbjerg sammen med moren og sin gambiske stedfar. Som 11-årig begyndte hun at dyrke gymnastik, og kom som 14-årig med til DM i rytmisk holdgymnastik. Efter en knæskade i 1987 stoppede Zindy som gymnast.
Zindy flyttede med familien til Aarhus i 1987, hvor hun startede bandet Small Stars. I 1990 blev hun kontaktet af sangeren Helge Engelbrecht, der ville have hende med på stævnesangen "Lad det leve" til gymnastiklandsstævnet i Horsens. Hun blev for alvor kendt, da hun sammen med Jan "Parber" Pedersen blev nummer to i Dansk Melodi Grand Prix i 1992 med sangen "Sket igen", som var skrevet af Pedersen og Jes Kerstein. Samme år blev hun gift med guitarist Søren Reiff, som hun mødte i forbindelse Grand Prix'et. Efterfølgende sang hun kor for navne som På Slaget 12 og tv-2.
I 1993 blev Zindy medlem af dancegruppen Cut'N'Move, der blev et af 1990'ernes succesfulde danske popbands. Hun blev oprindeligt kaldt ind som korsanger under indspilningerne af gruppens andet album, Peace, Love & Harmony, men blev fuldgyldigt medlem sammen med sangerinden Thera Hoeymans, rapper MC Zipp, og producerne Per Holm og Jørn K. Albummets første single, "Give It Up" var nummer ét i Australien i fire uger i træk i 1994. Thera Hoeymans forlod Cut'N'Move i 1994, og resten af gruppen udgav albummet The Sound of Now i 1995. Året efter blev gruppen opløst.
I 1998 var hun kæreste med musikeren Paolo Galgani, indtil hun i slutningen af året fandt sammen med rapperen Jokeren.
Efter Cut'N'Move kastede Zindy Laursen sig over de skrå brædder med roller i flere teateropsætninger, bl.a. musicalen Hair på Betty Nansen Teatret. Hun begyndte samtidig at arbejde på sit første soloalbum, Zindy, der blev udgivet i 1998. Førstesinglen "Round 'n' Round" blev en landeplage og lå øverst på hitlisterne i to måneder. Efter albummet vendte hun tilbage til teatret, denne gang i Snedronningen på Østre Gasværk og i RENT.
I 2000 kom hun sammen med rapperen Kuku Agami og bandet Boogaloo under navnet Zindy Kuku Boogaloo med i TV 2-showet Venner for livet. Programmet blev populært, og da bandet udsendte et album med sange fra showet, solgte den lige under 100.000 eksemplarer.
Zindy startede i 2001 sig eget pladeselskab, Pop Girl Productions.
I 2002 tog Zindy Laursen til USA for at slå igennem international, hvilket dog endnu ikke er lykkedes hende.
Pressemateriale der den 12. januar 2010 kortvarigt var tilgængeligt på DR's hjemmeside tydede på at Zindy Laursen skulle have været blandt deltagerne i Dansk Melodi Grand Prix 2010. Dagen efter blev det bekræftet af DR's underholdningsredaktør, Jan Lagermand Lundme, at Zindy Laursen var blevet inviteret til at deltage på et wildcard og skulle have deltaget med sangen "All About Me" som hun selv havde skrevet. Imidlertid trak hun sig af ukendte grunde mindre end 24 timer før deltagerne skulle præsenteres for pressen.
Det er efterfølgende kommet frem at en optagelse af netop "All About Me" har været tilgængelig på internettet siden september 2009, hvilket er et brud på Grand Prix'ets regler om sangenes offentliggørelse.

## Diskografi
- Zindy (1998)
- Zindy Kuku Boogaloo (2001)
- Too Hot for TV (2002)
- Reach Out (2004)